# Chiesa di Santa Maria (Castelnuovo del Garda)
La chiesa di Santa Maria, anche chiamata chiesa di Santa Maria Nascente, è la parrocchiale di Castelnuovo del Garda, in provincia di Verona, vicino al lago di Garda. Risale al XIX secolo.

## Storia
Sin dal XIII secolo la comunità di Castelnuovo fece riferimento alla chiesa romanica di Santa Maria, che sorge a breve distanza, e che fu sede parrocchiale dal 1448. In seguito tale edificio, con l'erezione della nuova parrocchiale, divenne oratorio.
Nel primo decennio del XIX secolo venne decisa l'erezione di un luogo di culto di maggiori dimensioni e più adatto a soddisfare le necessità dei fedeli; il progetto venne affidato a Luigi Trezza.
Ancor prima che i lavori strutturali venissero ultimati il catino absidale fu decorato a tempera con l'immagine dello Sposalizio di Maria dal veronese Paolo Giovanni Pellesina.
Durante la prima guerra d'indipendenza italiana, l'11 aprile del 1848, la torre campanaria e la facciata della chiesa vennero gravemente danneggiati da colpi di artiglieria austriaci e in seguito fu necessario restaurare l'edificio. Questo fu reso possibile non solo grazie al contributo dei fedeli e della diocesi veronese, ma anche alla solidarietà della diocesi di Milano.
La solenne consacrazione venne celebrata nel 1888 dal futuro vescovo di Verona Bartolomeo Bacilieri.
Gli ultimi interventi conservativi si sono avuti nel 1998 e poi tra il 2004 e il 2006, quando si sono restaurate le coperture del tetto, gli affreschi e le decorazioni murali.

## Descrizione
La facciata dell'edificio, in stile neoclassico, è orientata a sud. Come torre campanaria viene utilizzata quella romanica del vicino oratorio di Santa Maria, parrocchiale sino all'inizio del XIX secolo. 
L'interno è a sala unica ed il presbiterio è rialzato e raccolto nell'abside a semicerchio. All'altar maggiore si affiancano gli altari laterali e la copertura è una grande volta a cupola a base ottagonale. 
La sala è pavimentata con calcare di tonalità bianche e rosa.
La pala raffigurante Madonna in Gloria con Sant'Antonio, Santa Caterina e Santa Lucia, sull'altare del Rosario, è attribuita a Felice Brusasorzi.
L'organo è stato costruito nel 1884 da William George Trice.